# Тед Паттон
Тед Паттон (англ. Ted Patton, 18 лютого 1966) — американський академічний веслувальник.
Бронзовий призер Олімпійських Ігор 1988 року в складі вісімки.
Чемпіон світу 1987 року в складі вісімки.